# Stara Diklenica
Stara Diklenica falu Horvátországban Belovár-Bilogora megyében. Közigazgatásilag Kapelához tartozik.

## Fekvése
Belovártól légvonalban 8, közúton 9 km-re északra, községközpontjától légvonalban 2 km-re délkeletre, Kapela és Srednja Diklenica között a Birnica- és Borakusa-patakok által övezett területen fekszik.

## Története
A falu a török kiűzése után a 17. században keletkezett, amikor a kihalt vidékre keresztény lakosságot telepítettek be. 1775-ben az első katonai felmérés térképén „Dorf Sztara Diklenicza” néven szerepel. A település katonai közigazgatás idején a szentgyörgyi ezredhez tartozott. Lipszky János 1808-ban Budán kiadott repertóriumában „Deklenicza (Sztara)” néven szerepel.  
Nagy Lajos 1829-ben kiadott művében „Diklenicza (Stara)” néven 15 házzal, 56 katolikus és 38 ortodox vallású lakossal találjuk.
A katonai közigazgatás megszüntetése után Magyar Királyságon belül Horvátország részeként, Belovár-Kőrös vármegye Belovári járásának része volt. A településnek 1857-ben 126, 1910-ben 176 lakosa volt. Az 1910-es népszámlálás szerint lakosságának 57%-a horvát, 38%-a szerb anyanyelvű volt. 1918-ban az új szerb-horvát-szlovén állam, majd később Jugoszlávia része lett. 1941 és 1945 között a németbarát Független Horvát Államhoz, majd a háború után a szocialista Jugoszláviához tartozott. A háború után a fiatalok elvándorlása miatt lakossága folyamatosan csökkent. 1991-től a független Horvátország része. 2011-ben a településnek 56 lakosa volt.

## Lakossága
| Lakosság változása | Lakosság változása | Lakosság változása | Lakosság változása | Lakosság változása | Lakosság változása | Lakosság változása | Lakosság változása | Lakosság változása | Lakosság változása | Lakosság változása | Lakosság változása | Lakosság változása | Lakosság változása | Lakosság változása | Lakosság változása |
| ------------------ | ------------------ | ------------------ | ------------------ | ------------------ | ------------------ | ------------------ | ------------------ | ------------------ | ------------------ | ------------------ | ------------------ | ------------------ | ------------------ | ------------------ | ------------------ |
| 1857               | 1869               | 1880               | 1890               | 1900               | 1910               | 1921               | 1931               | 1948               | 1953               | 1961               | 1971               | 1981               | 1991               | 2001               | 2011               |
| 126                | 147                | 144                | 98                 | 148                | 176                | 166                | 156                | 130                | 139                | 130                | 108                | 91                 | 79                 | 70                 | 56                 |